# 최종균
최종균(1984년 7월 25일~)은 대한민국의 사이클 선수이다. 인천 계산중학교에서 김진우,김병철,김선호 등과 함께 선수생활을 시작했으며, 인천체육고등학교를 졸업하여 가평군청,수자원공사,금산군청,대한지적공사 사이클선수팀을 거쳤으며 건강상태로 인해 현재는 휴식기를 가지고 있다.